# 刘尔崧纪念馆
刘尔崧纪念馆，位于中国广东省河源市紫金县紫城镇黄牛挨磨山麓，为紫金县的一个县级文物保护单位，类型为近现代重要史迹及代表性建筑，公布时间为1987年6月。
刘尔崧纪念馆建于1986年。